# 봄은 어디에서 오는가?
〈봄은 어디에서 오는가?〉(春はどこから来るのか？ 봄은 어디에서 오는가?[*])는 NGT48의 3번째 싱글이다.

## 배경과 릴리즈
- 전작 〈세계는 어디까지 푸른 하늘인가?〉로부터 약 4개월 만의 싱글.
- 센터 포지션은 혼마 히나타가 맡았다.
- 커플링 곡 중 〈나를 위해서〉는 졸업하는 키타하라 리에의 솔로 곡에 수록되었다.

## 수록곡

### Type-A
자켓 사진: 오기노 유카, 오구마 츠구미, 카시와기 유키, 카토 미나미, 카도 유리아, 키타하라 리에, 쿠사카베 아이나, 사토 안쥬
CD
1. 春はどこから来るのか？ / 봄은 어디에서 오는가?
2. 蒸発した水分 / 증발하는 선발 - NGT48 초대 노래 선발
3. 私のために / 나를 위해서 - 키타하라 리에
4. 春はどこから来るのか？ off vocal ver.
5. 蒸発した水分 off vocal ver.
6. 私のために off vocal ver.

DVD
1. 春はどこから来るのか？ Music Video
2. 私のために Music Video
3. collaboration

### Type-B
자켓 사진: 스가하라 리코, 세이지 레이나, 타카쿠라 모에카, 타카하시 마유, 타노 아야카, 나카이 리카, 나카무라 아유카, 나라 미하루
CD
1. 春はどこから来るのか？ / 봄은 어디에서 오는가?
2. 蒸発した水分 / 증발하는 선발 - NGT48 초대 노래 선발
3. あとで / 나중에 - 어떤 천연 & 후시기짱 올스타
4. 春はどこから来るのか？ off vocal ver.
5. 蒸発した水分 off vocal ver.
6. あとで off vocal ver.

DVD
1. 春はどこから来るのか？ Music Video
2. あとで Music Video
3. collaboration

### Type-C
자켓 사진: 니시가타 마리나, 니시무라 나나코, 하세가와 레나, 혼마 히나타, 미야지마 아야, 무라쿠모 후우카, 야마구치 마호, 야마다 노에
CD
1. 春はどこから来るのか？ / 봄은 어디에서 오는가?
2. 蒸発した水分 / 증발하는 선발 - NGT48 초대 노래 선발
3. Whatcha Gonna Do - 섹시6
4. 春はどこから来るのか？ off vocal ver.
5. 蒸発した水分 off vocal ver.
6. Whatcha Gonna Do off vocal ver.

DVD
1. 春はどこから来るのか？ Music Video
2. Whatcha Gonna Do Music Video
3. collaboration

### NGT48 CD반
자켓 사진: 선발 멤버 전원
CD
1. 春はどこから来るのか？ / 봄은 어디에서 오는가?
2. 蒸発した水分 / 증발하는 선발 - NGT48 초대 노래 선발
3. 反省ソーダ / 반성소다 - 니가타 GENKI 선발
4. 春はどこから来るのか？ off vocal ver.
5. 蒸発した水分 off vocal ver.
6. 反省ソーダ off vocal ver.

### Special Edition
디지털 다운로드
1. 春はどこから来るのか？ / 봄은 어디에서 오는가?
2. 蒸発した水分 / 증발하는 선발 - NGT48 초대 노래 선발
3. 私のために / 나를 위해서 - 키타하라 리에
4. あとで / 나중에 - 어떤 천연 & 후시기짱 올스타
5. Whatcha Gonna Do - 섹시6
6. 反省ソーダ / 반성소다 - 니가타 GENKI 선발

## 선발 멤버

### 봄은 어디에서 오는가?
(센터 : 혼마 히나타)
- 선발: 오기노 유카, 오구마 츠구미, 카토 미나미, 사토 안쥬, 타카쿠라 모에카, 나카이 리카, 니시가타 마리나, 혼마 히나타, 무라쿠모 후우카,  야마다 노에
- 졸업생:카시와기 유키, 키타하라 리에, 스가하라 리코, 야마구치 마호, 하세가와 레나, 타노 아야카

### 증발하는 수분
NGT48 초대 노래 선발 명의
(센터 : 카시와기 유키)
- 선발: 오구마 츠구미, 사토 안쥬, 혼마 히나타, 카도 유리아, 쿠사카베 아이나, 세이지 레이나
- 졸업생:카시와기 유키

### 나를 위해서
- 졸업생: 키타하라 리에

### 나중에
어떤 천연 & 후시기짱 올스타 명의
(센터 : 카토 미나미, 타카쿠라 모에카)
- 선발: 카토 미나미, 타카쿠라 모에카, 나라 미하루
- 졸업생:스가하라 리코

### Whatcha Gonna Do
섹시6 명의
(센터 : 니시가타 마리나)
- 팀 NⅢ: 니시가타 마리나
- 연구생: 니시무라 나나코, 미야지마 아야
- 졸업생:야마구치 마호, 무라쿠모 후우카, 타노 아야카

### 반성소다
니가타 GENKI 선발 명의
(센터 : 오기노 유카, 나카이 리카)
- 팀 NⅢ: 오기노 유카, 나카이 리카, 야마다 노에
- 연구생: 다카하시 마우, 나카무라 아유카
- 졸업생:하세가와 레나